# Dinamo de Berlín
El Dinamo de Berlín (Berliner Fussballclub Dynamo en alemán) conocido como BFC Dynamo, es un club de fútbol con sede en Berlín, Alemania. Fue fundado en 1966 como parte del Sportvereinigung Dynamo, la sociedad deportiva vinculada a las agencias de seguridad de la extinta República Democrática de Alemania, si bien sus orígenes se remontan a 1949. Actualmente milita en la Regionalliga, cuarta división del fútbol germano.
En los tiempos de Alemania Oriental se convirtió en el club más laureado, con 10 títulos de Liga consecutivos desde 1979 hasta 1988. Sin embargo, la reunificación alemana y la posterior disolución del S.V. Dynamo marcaron su declive deportivo. Bajo el nombre de F.C. Berlín, el equipo no logró clasificarse para la Bundesliga y deambuló por las categorías inferiores hasta que en 2001 se declaró en bancarrota. Desde entonces, los socios de la entidad se hicieron cargo de la gestión y lograron refundarla sobre las bases del Dinamo original.

## Historia

### SC Dynamo
En 1949, poco después de que se fundara la República Democrática Alemana, el cuerpo de policía fundó un club de fútbol en Berlín Este, el «Sportgemeinde Deutsche Volkspolizei Berlin». Cuatro años más tarde, el 27 de marzo de 1953, la entidad quedó integrada en la estructura del S.V. Dynamo, una nueva organización deportiva compuesta por todas las agencias de seguridad del estado socialista.
A comienzos de la temporada 1954-55, el equipo completo del Dinamo Dresde —campeón alemán en 1953— tuvo que trasladarse a la capital para formar parte del plantel del Dinamo Berlín. La medida formaba parte de un plan federativo para centralizar los clubes de fútbol en las ciudades más pobladas. Sin embargo, y a pesar de haber cuajado actuaciones aceptables en la década de 1950, llegando a ganar la Copa de la RDA de 1959, el equipo se vio eclipsado por el S.C. Wismut y por el otro equipo berlinés, el S.V. Vorwärts. Finalmente descendió a segunda división en la temporada 1965-66.

### BFC Dynamo
El S.V. Dynamo reestructuró su sección de fútbol el 15 de enero de 1966, fecha oficial en la que se constituiría el «Berliner Fussball Club Dynamo». Por iniciativa de Erich Mielke, responsable de la Stasi, el nuevo club intentaría concentrar a los mejores jugadores de Alemania Oriental para consolidar al país como potencia futbolística. En 1966-67 el Dinamo retornó a la máxima categoría, pero en los años 1970 no pudo cumplir el objetivo previsto por el empuje de rivales como el Carl Zeiss Jena, el refundado Dinamo Dresde, y el 1. FC Magdeburgo. Su mayor logro fue llegar a semifinales de la Recopa de Europa 1971-72.

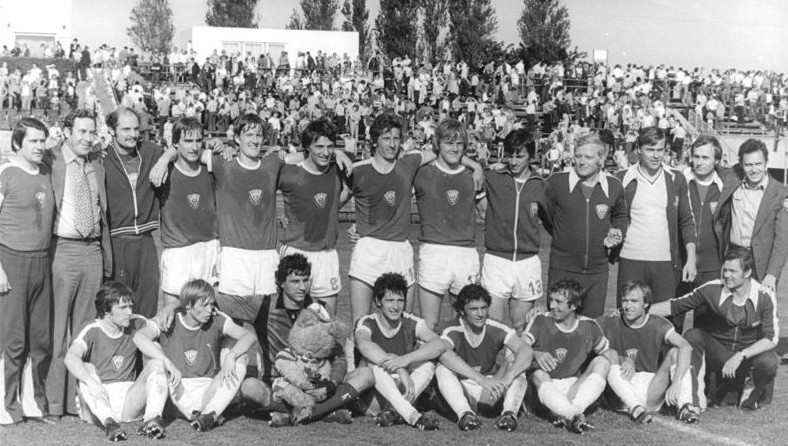
Plantilla del Dinamo de Berlín en 1979.

A partir de la temporada 1978-79, el Dinamo Berlín se convirtió en el absoluto dominador del fútbol en Alemania Oriental. La entidad, entrenada por Jürgen Bogs desde 1977, llegó a ganar diez ligas consecutivas entre 1979 y 1988, así como dos copas de la RDA (1988 y 1989) y la Supercopa de la RDA de 1989.
La obtención de todos esos títulos ha sido objeto de controversia, pues algunos rivales han denunciado arbitrajes favorables al Dinamo por influencia de la policía, tal y como quedó recogido en documentos desclasificados. Algunos miembros de la plantilla llegaron incluso a formar parte de la red de espías del servicio secreto. No obstante, el club llevaba reforzándose desde finales de los años 1970 con la columna vertebral de la selección alemana oriental, y por su vestuario pasaron estrellas como Lutz Eigendorf, Rainer Ernst, Bodo Rudwaleit, Andreas Thom y Thomas Doll.
La racha del Dinamo se vio frenada en 1988-89 con un subcampeonato por detrás del Dinamo Dresde. Un año más tarde se produjo la caída del muro de Berlín y el posterior proceso de reunificación alemana en 1990, por lo que tanto el S.V. Dynamo como la Stasi fueron disueltas. Para evitar su asociación con la policía secreta de la RDA, el equipo cambió su nombre por el de «F.C. Berlin» durante el resto de la temporada 1989-90 y finalizaría en cuarta posición.

### Situación actual
El Dinamo de Berlín entró en una crisis de resultados a raíz de la disolución del S.V. Dynamo. Para integrar a los clubes de la RDA en el sistema de ligas de Alemania, en la temporada 1990-91 se creó una división inferior (NOFV-Oberliga) de la que saldrían los representantes para la Bundesliga. Sin patrocinadores ni potencial para retener a sus mejores jugadores, el nuevo FC Berlín se quedó a un punto de clasificar para la segunda división, por lo que quedó relegado a una tercera categoría en la que permanecería nueve ediciones.
En 1999 la entidad recuperó la denominación «Dinamo» por petición de los aficionados. Durante un tiempo mantuvo una disputa legal para utilizar también el logotipo del S.V. Dynamo o una variante, pero los tribunales no se lo autorizaron porque los derechos de autor pertenecían a otra persona. La Federación Alemana de Fútbol tampoco le permitió incluir en 2004 unas estrellas de campeones porque los títulos de la RDA no están reconocidos, algo que también afecta al resto de clubes de la antigua Alemania Oriental.
Lejos de sus mejores años de desempeño, el equipo quedó fuera de la tercera categoría en 2001 por problemas económicos. Gracias a la ayuda de los socios pudo reinscribirse desde la quinta división y solventar su deuda en 2005. Desde la temporada 2014-15 juega en la Regionalliga Nordost, equivalente a la cuarta categoría, con actuaciones puntuales en la Copa de Alemania.

## Uniforme
- Uniforme titular: Camiseta, pantalón y medias color granate.
- Uniforme alternativo: Camiseta, pantalón y medias blancas.

## Estadio

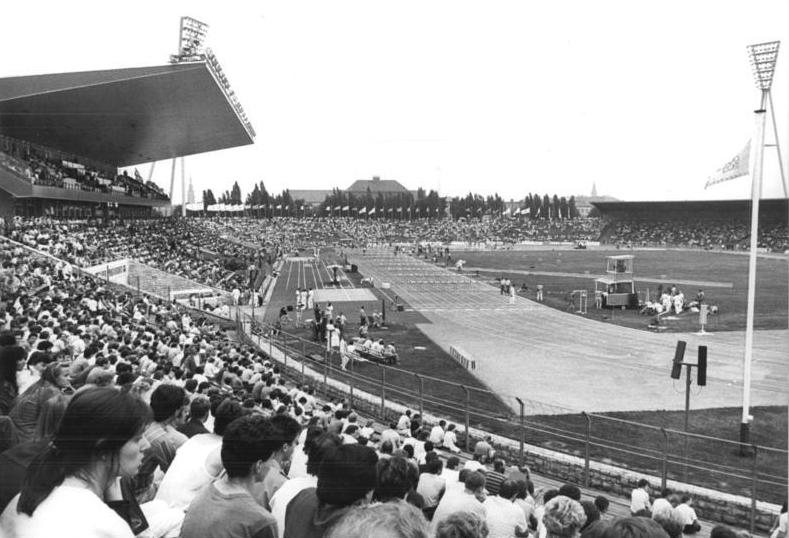
Interior del Friedrich-Ludwig-Jahn-Sportpark en 1987.

El estadio donde el Dinamo de Berlín disputa sus partidos es el Friedrich-Ludwig-Jahn-Sportpark, situado en el distrito oriental de Pankow. Su aforo es de 19 700 localidades.
Esta instalación fue inaugurada en 1951 para albergar la tercera edición del Festival Mundial de la Juventud y los Estudiantes, con un diseño que le permite albergar tanto partidos de fútbol como competiciones de atletismo. En tiempos de la RDA podía acoger más de 30 000 espectadores. El Dinamo no se trasladó allí hasta 1961; anteriormente disputaba sus encuentros en el Estadio de la Juventud Mundial. Después de la reunificación alemana se ha reducido su capacidad y se han hecho reformas para incrementar la seguridad.
Entre 1992 y 2014 el club se trasladó al complejo deportivo de Hohenschönhausen, con aforo para 10 000 personas, hasta que el ascenso a Regionalliga les permitió retornar al estadio tradicional.

## Palmarés

### Torneos nacionales (14)
| Competiciones nacionales | Títulos                                                                                   | Subcampeonatos                                        |
| ------------------------ | ----------------------------------------------------------------------------------------- | ----------------------------------------------------- |
| DDR-Oberliga (10/4)      | 1978-79, 1979-80, 1980-81, 1981-82, 1982-83, 1983-84, 1984-85, 1985-86, 1986-87, 1987-88. | 1960, 1971-72, 1975-76, 1988-89.                      |
| Copa de Alemania (3/6)   | 1959, 1987-88, 1988-89.                                                                   | 1961-62, 1970-71, 1978-79, 1981-82, 1983-84, 1984-85. |
| Supercopa-DFV (1/0)      | 1989.                                                                                     |                                                       |
| Copa Fuwo (0/1)          |                                                                                           | 1972.                                                 |
|                          |                                                                                           |                                                       |
| Segunda División (2/0)   | 1957, 1967-68.                                                                            |                                                       |

### Torneos regionales (17)
| Competiciones regionales       | Títulos                                            | Subcampeonatos                    |
| ------------------------------ | -------------------------------------------------- | --------------------------------- |
| Regionalliga Nordost (1/0)     | 2021-22.                                           |                                   |
| NOFV-Oberliga (3/2)            | 1991-92 (Norte), 2000-01 (Norte), 2013-14 (Norte). | 2008-09 (Norte), 2009-10 (Norte). |
| Berlin-Liga (1/0)              | 2003-04.                                           |                                   |
| Berliner Landespokal (8/2)     | 1999, 2011, 2013, 2015, 2017, 2018, 2021, 2025.    | 2000, 2010.                       |
| Berliner-Ost Landespokal (4/0) | 1968, 1969, 1973, 1984.                            |                                   |

*La Copa de Berlin del Este de 1968 y 1984 fueron ganadas por el segundo equipo y las de 1969 y 1973 por el tercer equipo.

## Participación en competiciones europeas
| Temporada | Competición      | Ronda | Club                   | Cómputo global | Ida     | Vuelta     |
| --------- | ---------------- | ----- | ---------------------- | -------------- | ------- | ---------- |
| 1971/72   | Recopa de Europa | 1R    | Cardiff City           | 2-2 (5-4 ns)   | 1-1 (C) | 1-1 nv (F) |
| 1971/72   | Recopa de Europa | 1/8   | Beerschot VAV          | 6-2            | 3-1 (F) | 3-1 (C)    |
| 1971/72   | Recopa de Europa | 1/4   | Åtvidabergs FF         | 4-2            | 2-0 (F) | 2-2 (C)    |
| 1971/72   | Recopa de Europa | 1/2   | Dinamo Moscú           | 2-2 (1-4 ns}   | 1-1 (C) | 1-1 nv (F) |
| 1972/73   | UEFA Cup         | 1R    | Angers SCO             | 3-2            | 1-1 (F) | 2-1 (C)    |
| 1972/73   | UEFA Cup         | 2R    | Levski-Spartak         | 3-2            | 3-0 (C) | 0-2 (F)    |
| 1972/73   | UEFA Cup         | 1/8   | Liverpool FC           | 1-3            | 0-0 (C) | 1-3 (F)    |
| 1976/77   | UEFA Cup         | 1R    | Shaktar Donetsk        | 1-4            | 0-3 (F) | 1-1 (C)    |
| 1978/79   | UEFA Cup         | 1R    | Estrella Roja Belgrado | 6-6 u          | 5-2 (C) | 1-4 (F)    |
| 1979/80   | Copa de Europa   | 1R    | Ruch Chorzów           | 4-1            | 4-1 (C) | 0-0 (F)    |
| 1979/80   | Copa de Europa   | 1/8   | Servette FC Genève     | 4-3            | 2-1 (C) | 2-2 (F)    |
| 1979/80   | Copa de Europa   | 1/4   | Nottingham Forest FC   | 2-3            | 1-0 (F) | 1-3 (C)    |
| 1980/81   | Copa de Europa   | 1R    | APOEL Nicosia          | 4-2            | 3-0 (C) | 1-2 (F)    |
| 1980/81   | Copa de Europa   | 1/8   | FC Baník Ostrava       | 1-1 u          | 0-0 (F) | 1-1 (C)    |
| 1981/82   | Copa de Europa   | vr    | AS Saint-Étienne       | 3-1            | 1-1 (F) | 2-0 (C)    |
| 1981/82   | Copa de Europa   | 1R    | FC Zürich              | 3-3 u          | 2-0 (C) | 1-3 (F)    |
| 1981/82   | Copa de Europa   | 1/8   | Aston Villa            | 2-2 u          | 1-2 (C) | 1-0 (F)    |
| 1982/83   | Copa de Europa   | 1R    | Hamburger SV           | 1-3            | 1-1 (C) | 0-2 (F)    |
| 1983/84   | Copa de Europa   | 1R    | Jeunesse Esch          | 6-1            | 4-1 (C) | 2-0 (F)    |
| 1983/84   | Copa de Europa   | 1/8   | FK Partizan            | 2-1            | 2-0 (C) | 0-1 (F)    |
| 1983/84   | Copa de Europa   | 1/4   | AS Roma                | 2-4            | 0-3 (F) | 2-1 (C)    |
| 1984/85   | Copa de Europa   | 1R    | Aberdeen FC            | 3-3 (5-4 ns)   | 1-2 (F) | 2-1 nv (C) |
| 1984/85   | Copa de Europa   | 1/8   | FK Austria Wien        | 4-5            | 3-3 (C) | 1-2 (F)    |
| 1985/86   | Copa de Europa   | 1R    | FK Austria Wien        | 1-4            | 0-2 (C) | 1-2 (F)    |
| 1986/87   | Copa de Europa   | 1R    | Örgryte IS             | 7-3            | 3-2 (F) | 4-1 (C)    |
| 1986/87   | Copa de Europa   | 1/8   | Brøndby IF             | 2-3            | 1-2 (F) | 1-1 (C)    |
| 1987/88   | Copa de Europa   | 1R    | Girondins Bordeaux     | 0-4            | 0-2 (F) | 0-2 (C)    |
| 1988/89   | Copa de Europa   | 1R    | Werder Bremen          | 3-5            | 3-0 (C) | 0-5 (F)    |
| 1989/90   | Recopa de Europa | 1R    | Valur Reykjavík        | 4-2            | 2-1 (F) | 2-1 (C)    |
| 1989/90   | Recopa de Europa | 1/8   | AS Monaco              | 1-1 u          | 0-0 (F) | 1-1 nv (C) |